# Elye Wahi
Sepe Elye Wahi (ur. 2 stycznia 2003 w Courcouronnes) – francuski piłkarz iworyjskiego pochodzenia, występujący na pozycji napastnika. Młodzieżowy reprezentant Francji.